# Pierścień Einsteina

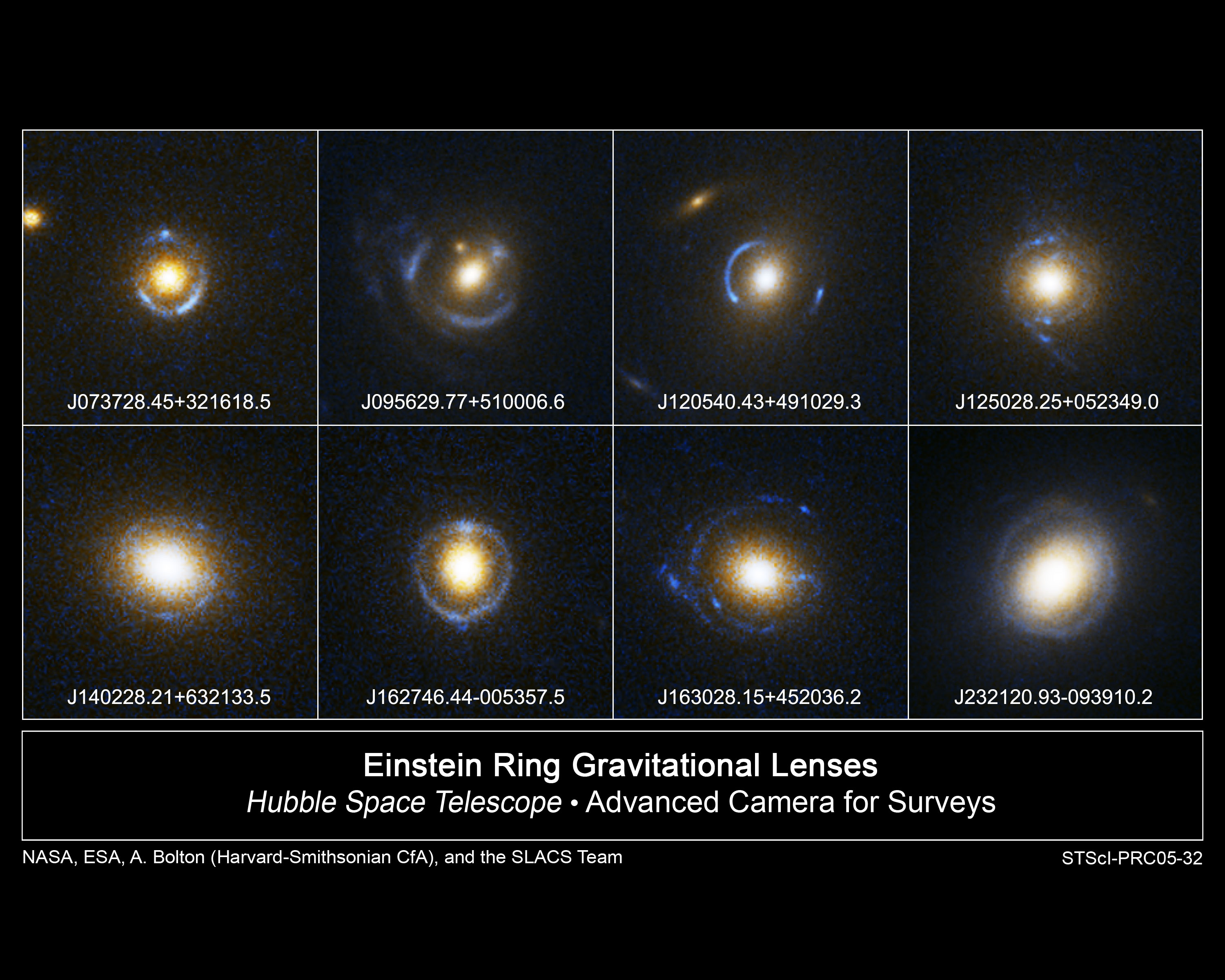
Przykłady pierścieni Eisteina

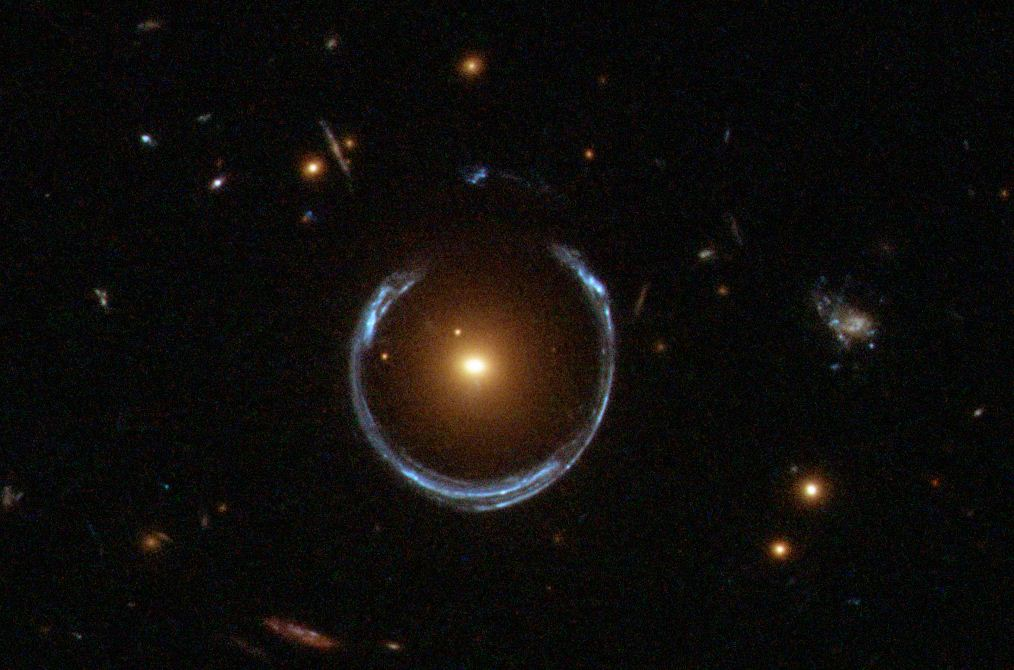
LRG 3-757 – pierścień Einsteina w kształcie podkowy

Pierścień Einsteina – rodzaj obrazu dalekiego obiektu powstający w wyniku soczewkowania grawitacyjnego, powstaje w sytuacji, gdy obserwator znajduje się dokładnie na linii prostej wyznaczonej przez źródło pola grawitacyjnego i znajdujące się za nim źródło światła.
Pierwszy kompletny pierścień Einsteina, dzięki światłu galaktyki JVAS B1938+666, odkryli w 1998 roku astronomowie z University of Manchester korzystający z Kosmicznego Teleskopu Hubble'a. W styczniu 2008 roku odkryto pierwszy podwójny pierścień Einsteina w systemie SDSS J0946+1006.
Nazwa zjawiska pochodzi od nazwiska Alberta Einsteina, który przewidział zjawisko soczewkowania grawitacyjnego w ogólnej teorii względności. Wcześniej o możliwości obserwacji grawitacyjnego pierścienia „halo” wspomniał Oriest Chwolson.